# الثويلة
الثويلة منطقة جغرافية تاريخية، اشتهرت بوقوعها على طريق الحج اليمني الأعلى بين صنعاء ومكة المكرمة.

## الموقع
تقع الثويلة إلى الجنوب الشرقي من محافظة ظهران الجنوب، وتخترق هذه المنطقة سلسلة جبال قهرة الذئاب التي يقع في سفحها مسجد تاريخي يدعى مسجد خالد، وذلك على الضفة الشمالية الشرقية من وادي عمدان الذي يخترق سهل العصيدة. كما يخترق الجانب الشمالي الغربي من محيشط موقع المسجد مسار طريق الحج اليمني الأعلى.

## الوصف
يعد مسجد خالد من المساجد التاريخية الأثرية في المنطقة٬ ولم يورد أحد من الجغرافيين المسلمين المبكرين ذكرًا لهذا المسجد ما عدا ما أورده الجغرافي الهمداني والشاعر أحمد بن عيسى الرداعي في أرجوزته للحج، وقد وصفه الهمداني بقوله: «ومسجد خالد تحت الثويلة عليه حواء بلا سقف». يشتمل المسجد على مساحة مستطيلة بعداها نحو (15.5 × 21م)، وقد تم تحديد محيطه بوساطة مدماك حجري واحد من الأحجار البركانية المحلية غير المشذبة، والمسجد غير مسقوف طبقًا لوصف الهمداني لحالته آنذاك.

## وصلات خارجية
- صورة مسجد خالد بن الوليد في القرية